# Koivusaari (ö i Finland, Norra Savolax, Norra Savolax, lat 63,24, long 26,63)
Koivusaari är en ö i Finland. Den ligger i sjön Pielavesi och i kommunen Pielavesi i den ekonomiska regionen  Övre Savolax ekonomiska region  och landskapet Norra Savolax, i den centrala delen av landet, 400 km norr om huvudstaden Helsingfors. Öns area är 8,5 hektar och dess största längd är 0,5 kilometer i sydöst-nordvästlig riktning.